# Benelux-promemorian
Benelux-promemorian var ett dokument som togs fram av Benelux-länderna (Belgien, Nederländerna och Luxemburg) den 18 maj 1955 med syfte att återuppliva den europeiska integrationsprocessen. Initiativet fokuserade på möjligheten att inrätta en gemensam marknad mellan medlemsstaterna inom Europeiska kol- och stålgemenskapen efter att de tidigare förslagen om Europeiska försvarsgemenskapen och Europeiska politiska gemenskapen hade misslyckats.
Benelux-promemorian innebar att en gemensam marknad, med en tullunion, skulle inrättas. Detta skulle ske efter samma modell som Benelux-unionen.
Benelux-promemorian låg till grund för Messinakonferensens arbete. Där tillsattes Spaak-kommittén med syfte att ta fram en rapport om hur förslaget i Benelux-promemorian skulle kunna genomföras i praktiken. Detta ledde till regeringskonferensen om den gemensamma marknaden och Euratom, där slutligen Romfördragen undertecknades.